# Talk Talk
Talk Talk foi uma banda inglesa de rock formada em 1981, na cidade de Londres. Liderada por Mark Hollis (voz, guitarra, piano), Lee Harris (bateria) e Paul Webb (baixo), o grupo alcançou o sucesso nas paradas iniciais com os singles "Talk Talk" (1982), "It's My Life" e "Such a Shame" (ambos em 1984) antes de passar para uma abordagem mais experimental no final da década de 1980, pioneira no que ficou conhecido como pós-rock. Talk Talk alcançou amplo sucesso de crítica na Europa e no Reino Unido com o single "Life's What You Make It" (1986).

## Biografia
Catalogados junto do movimento da new wave, os Talk Talk construíram, ao longo de pouco mais de dez anos de carreira, incursões criativas constantemente distintas, inspiradas por géneros tão diferentes como o jazz. A banda britânica formou-se em Londres,
em 1981, depois de Mark Hollis (voz, guitarra) ter conhecido o
baixista Paul Webb, o baterista Lee Harris e ainda Simon Brenner
(teclas). As primeiras gravações em estúdio aconteceram pouco depois, e meses antes da assinatura de um contrato com a editora EMI. The Party's Over, o álbum de estreia lançado em 1982, revelou a capacidade dos Talk Talk em irem além das simples composições apoiadas em sons monitorizados de teclas, ao criarem um disco com o melhor estilo pop.
Dois anos depois foi a vez de It's My Life, um disco editado já depois da saída de Simon Brenner. Foi ainda durante esse período que se
iniciou a frutuosa colaboração entre o produtor Tim Friese-Green e o colectivo britânico, que acabou por ficar ligado aos Talk até ao fim da carreira da banda londrina.
The Colour of Spring, o terceiro conjunto de originais, editado em 1986, marcou uma vez mais a evolução criativa dos Talk Talk, então a recusarem em definitivo as conotações com os mais plastificados sons
pop do final dos anos 80. O registro conseguiu resultados surpreendentes, e ainda durante esse ano a banda inglesa realizou a sua primeira digressão mundial.
Durante o ano que se seguiu, iniciou-se a preparação do novo álbum, Spirit of Eden. O disco acabou por chegar às lojas somente um ano mais tarde, contrariando os desejos e pressões da editora. O êxito considerável junto da crítica não teve a necessária correspondência em
termos de vendas, e pronunciou o fim da relação com a EMI, que se consumou pouco depois, ainda antes de Paul Webb decidir abandonar a banda.
Laughing Stock, o primeiro álbum lançado no catálogo da Polydor, em 1991, continuou o êxito do registo anterior, mas ditou ao mesmo tempo o fim da banda. O último registro chegou em 1999, London
1986, o único disco gravado ao vivo pelos Talk Talk em Londres, Inglaterra.

## Álbuns

### Estúdio
| 1982 | The Party's Over     | 21 | 132 | –  | –  | –  | – | –  | –  | –  | –  | 8  | 94 | 47 | –  | –  | – |
| 1984 | It's My Life         | 35 | 42  | –  | 59 | 12 | – | 4  | 10 | 3  | –  | 27 | –  | 49 | 2  | –  | – |
| 1986 | The Colour of Spring | 8  | 58  | 16 | 14 | –  | 5 | 11 | 8  | 1  | 12 | 7  | 71 | 25 | 3  | 15 | 9 |
| 1988 | Spirit of Eden       | 19 | –   | –  | –  | –  | – | 16 | 30 | 32 | –  | –  | –  | –  | 12 | –  | 3 |
| 1991 | Laughing Stock       | 26 | –   | –  | –  | 26 | – | –  | –  | 60 | –  | –  | –  | –  | –  | –  | – |

### Ao vivo
- London 1986 (Hammersmith Odeon) (1998)

### Coletâneas
- It's My Mix (1985; released only in Italy and Canada)[8][9]
- Mini LP (1985, contains remixes only and similar to It's My Mix).
- Natural History: The Very Best of Talk Talk (1990): UK No. 3, Germany No. 10, Netherlands No. 16, New Zealand No. 20, Switzerland No. 27
- History Revisited: The Remixes (1991): UK No. 35
- The Very Best of Talk Talk (1997): UK No. 54, Norway No. 20 (in 2002)
- Asides Besides (1998)
- 12x12 Original Remixes (1999)
- The Collection (2000)
- Remixed (same as 12x12 Original Remixes) (2001)
- Missing Pieces (2001)
- Time It's Time (2003)
- The Essential (2003)
- Introducing ... Talk Talk (2003)[7]
- Essential (2011)
- Natural Order (2013)

## Singles
| Lançamento | Música                                       | Posições nas paradas | Posições nas paradas | Posições nas paradas | Posições nas paradas | Posições nas paradas | Posições nas paradas | Posições nas paradas | Posições nas paradas | Posições nas paradas | Posições nas paradas | Posições nas paradas | Álbum                                       |
| Lançamento | Música                                       | UK Singles Chart     | CA                   | FR                   | GER                  | NL                   | NZ                   | IRL                  | IT                   | SA                   | SWI                  | US Hot 100           | Álbum                                       |
| ---------- | -------------------------------------------- | -------------------- | -------------------- | -------------------- | -------------------- | -------------------- | -------------------- | -------------------- | -------------------- | -------------------- | -------------------- | -------------------- | ------------------------------------------- |
| 1982       | "Mirror Man"                                 | –                    | –                    | –                    | –                    | –                    | –                    | –                    | –                    | –                    | –                    | –                    | The Party's Over                            |
| 1982       | "Talk Talk"                                  | 52                   | –                    | –                    | –                    | –                    | –                    | –                    | –                    | –                    | –                    |                      | The Party's Over                            |
| 1982       | "Today"                                      | 14                   | –                    | –                    | –                    | –                    | 10                   | 16                   | –                    | –                    | –                    | –                    | The Party's Over                            |
| 1982       | "Talk Talk" (Reissue)                        | 23                   | –                    | –                    | –                    | –                    | –                    | –                    | –                    | 1                    | –                    | 75                   | The Party's Over                            |
| 1983       | "Another Word"                               | –                    | –                    | –                    | 25                   | –                    | –                    | –                    | –                    | –                    | –                    | –                    | The Party's Over                            |
| 1983       | "My Foolish Friend"                          | 57                   | –                    | –                    | –                    | –                    | –                    | –                    | –                    | –                    | –                    | –                    | Non-LP single                               |
| 1984       | "It's My Life"                               | 46                   | 30                   | 25                   | 33                   | 30                   | 32                   | –                    | 7                    | –                    | –                    | 31                   | It's My Life                                |
| 1984       | "Such a Shame"                               | 49                   | –                    | 7                    | 2                    | 9                    | 39                   | –                    | 4                    | –                    | 1                    | 89                   | It's My Life                                |
| 1984       | "Dum Dum Girl"                               | 74                   | –                    | –                    | 20                   | 31                   | 34                   | –                    | –                    | –                    | 24                   | –                    | It's My Life                                |
| 1984       | "Tomorrow Started (Live)" (Dutch release)    | –                    | –                    | –                    | –                    | –                    | –                    | –                    | –                    | –                    | –                    | –                    | —                                           |
| 1985       | "It's My Life" (Reissue)                     | 93                   | –                    | –                    | 33                   | –                    | –                    | –                    | –                    | –                    | –                    | –                    | It's My Life                                |
| 1986       | "Life's What You Make It"                    | 16                   | 48                   | 49                   | 24                   | 11                   | 11                   | 17                   | 14                   | –                    | 17                   | 90                   | The Colour of Spring                        |
| 1986       | "Living in Another World"                    | 48                   | –                    | 44                   | 34                   | 22                   | –                    | –                    | 26                   | –                    | 23                   | –                    | The Colour of Spring                        |
| 1986       | "Give It Up"                                 | 59                   | –                    | –                    | –                    | –                    | –                    | –                    | –                    | –                    | –                    | –                    | The Colour of Spring                        |
| 1986       | "I Don't Believe in You"                     | 96                   | –                    | –                    | –                    | –                    | –                    | –                    | –                    | –                    | –                    | –                    | The Colour of Spring                        |
| 1988       | "I Believe in You"                           | 85                   | –                    | –                    | –                    | 65                   | 43                   | –                    | –                    | –                    | –                    | –                    | Spirit of Eden                              |
| 1990       | "It's My Life" (2nd Reissue)                 | 13                   | –                    | –                    | 49                   | –                    | –                    | 23                   | –                    | –                    | –                    | –                    | Natural History: The Very Best of Talk Talk |
| 1990       | "Life's What You Make It" (Reissue)          | 23                   | –                    | –                    | –                    | –                    | –                    | 23                   | –                    | –                    | –                    | –                    | Natural History: The Very Best of Talk Talk |
| 1990       | "Such a Shame" (Reissue)                     | 78                   | –                    | –                    | –                    | –                    | –                    | –                    | –                    | –                    | –                    | –                    | Natural History: The Very Best of Talk Talk |
| 1991       | "Living in Another World '91" (Remix)        | 79                   | –                    | –                    | –                    | –                    | –                    | –                    | –                    | –                    | –                    | –                    | History Revisited: The Remixes              |
| 1991       | "After the Flood"                            | –                    | –                    | –                    | –                    | –                    | –                    | –                    | –                    | –                    | –                    | –                    | Laughing Stock                              |
| 1991       | "New Grass"                                  | –                    | –                    | –                    | –                    | –                    | –                    | –                    | –                    | –                    | –                    | –                    | Laughing Stock                              |
| 1991       | "Ascension Day"                              | –                    | –                    | –                    | –                    | –                    | –                    | –                    | –                    | –                    | –                    | –                    | Laughing Stock                              |
| 2003       | "It's My Life" (Liquid People vs. Talk Talk) | 64                   | –                    | –                    | –                    | –                    | –                    | –                    | –                    | –                    | –                    | –                    |                                             |